# José Manuel Pesudo
José Manuel Pesudo (ur. 1 czerwca 1936 w Castellón de la Plana, zm. 5 grudnia 2003 w Walencji) – piłkarz hiszpański, grający na pozycji bramkarza. Grał w latach pięćdziesiątych i sześćdziesiątych.
Karierę piłkarską rozpoczął w klubie Valencia CF w roku 1958, a następnie, w roku 1961 przeniósł się do FC Barcelona. W sezonie 1965/1966 zdobył tytuł dla najlepszego bramkarza ligi hiszpańskiej (15 wpuszczonych goli w całym sezonie przez 30 kolejek). W 1973 roku skończył karierę, mając 37 lat, w klubie Real Betis Balompié.

## Kluby
- Valencia CF: 1958–1961.
- FC Barcelona: 1961–1966.
- Valencia CF: 1966–1971.
- Real Betis: 1971–1973.

## Tytuły
- 1 Puchar UEFA – FC Barcelona.
- 1. miejsce w lidze: 1970-1971 Valencia CF.
- 3 Copas del Generalísimo:
  - 2 w FC Barcelona:
  - 1 w Valencia CF: 1967.
- 1 Trofeo Zamora (1965–1966)- FC Barcelona.